# دریم
دریم (انگلیسی: Dream) شرکت تبلیغات ورزشی ژاپنی است، که در سال ۲۰۰۸ توسط ساداهارو تانیکاوا تأسیس شد.